# Anselmo (vescovo di Acqui)
Anselmo (... – 1227) è stato un vescovo cattolico italiano, vescovo di Acqui dal 1214 alla sua morte.

## Biografia
Prevosto della cattedrale di Santa Maria Assunta, fu tra i protagonisti della lotta per la salvaguardia della diocesi acquese avvenuta durante l'episcopato del suo predecessore, Ugo Tornielli, che aveva rischiato di fare inglobare il territorio diocesano dalla neonata diocesi di Alessandria. Premiato per l'impegno profuso, venne eletto vescovo di Acqui presumibilmente nel 1214; l'inizio dell'episcopato di Anselmo fu segnato dalle angherie degli alessandrini che, contestualmente alla ricostituzione della diocesi di Acqui, si erano visti privati dalla sede vescovile e il loro vescovo sostituito da un arcidiacono.
La prima attesatazione storica di Anselmo è un atto notarile datato 5 agosto 1215, nel quale è indicato come vescovo eletto.
Il 5 febbraio 1220 fu stipulato un patto di amicizia tra il vescovo e l'imperatore Federico II di Svevia; nello stesso anno l'imperatore inviò il vescovo di Torino Giacomo I di Carisio e il vescovo di Spira Corrado III di Scharfenberg a intimare al podestà di Alessandria e agli ambasciatori di cessare ogni ostilità nei confronti della diocesi acquese.
Nel 1223 si segnala l'intervento del vescovo che tentò di appianare una delle tante diatribe tra il capitolo della cattedrale e i monaci di San Pietro.
Il 3 novembre 1226 un documento attesta che il vescovo richiese ai suoi canonici un mutuo di 28 lire e 15 soldi pavesi per le spese di viaggio verso il sinodo provinciale a Milano, sinodo durante il quale i vescovi di Brescia e di Ivrea furono delegati dalla curia romana a difendere gli interessi acquesi contro le rimostranze alessandrine.
La data della sua morte è oggetto di dibattito tra gli storici, ma si ritiene probabile che essa sia avvenuta nel 1227. A sostegno di questa ipotesi due elementi: la lunga vacanza della sede vescovile prima della nomina del suo successore e una lettera di papa Gregorio IX del 1227 ai canonici della diocesi di Tortona, in cui viene menzionato un vescovo di Acqui, verosimilmente lo stesso Anselmo.